# Cerny-lès-Bucy
Cerny-lès-Bucy település Franciaországban, Aisne megyében. Lakosainak száma 113 fő (2022. január 1.). Cerny-lès-Bucy Besny-et-Loizy, Bucy-lès-Cerny, Crépy, Laon és Molinchart községekkel határos.

## Népesség
A település népességének változása:
| Lakosok száma | 113  | 100  | 113  | 114  | 110  | 114  | 115  | 116  | 116  | 113  |
|               | 1968 | 1982 | 1990 | 2006 | 2013 | 2015 | 2017 | 2019 | 2020 | 2022 |